# Mainbrücke Hasloch
Die Mainbrücke Hasloch ist eine Eisenbahnbrücke der Bahnstrecke Miltenberg–Wertheim, die den Main und Flurwege überspannt. Sie liegt zwischen Hasloch (im Landkreis Main-Spessart in Bayern) und Wertheim-Bestenheid (im Main-Tauber-Kreis in Baden-Württemberg) am Mainkilometer 152,55. Sie hat eine Durchfahrtshöhe von 6,25 m über HSW.

## Geschichte und Beschreibung

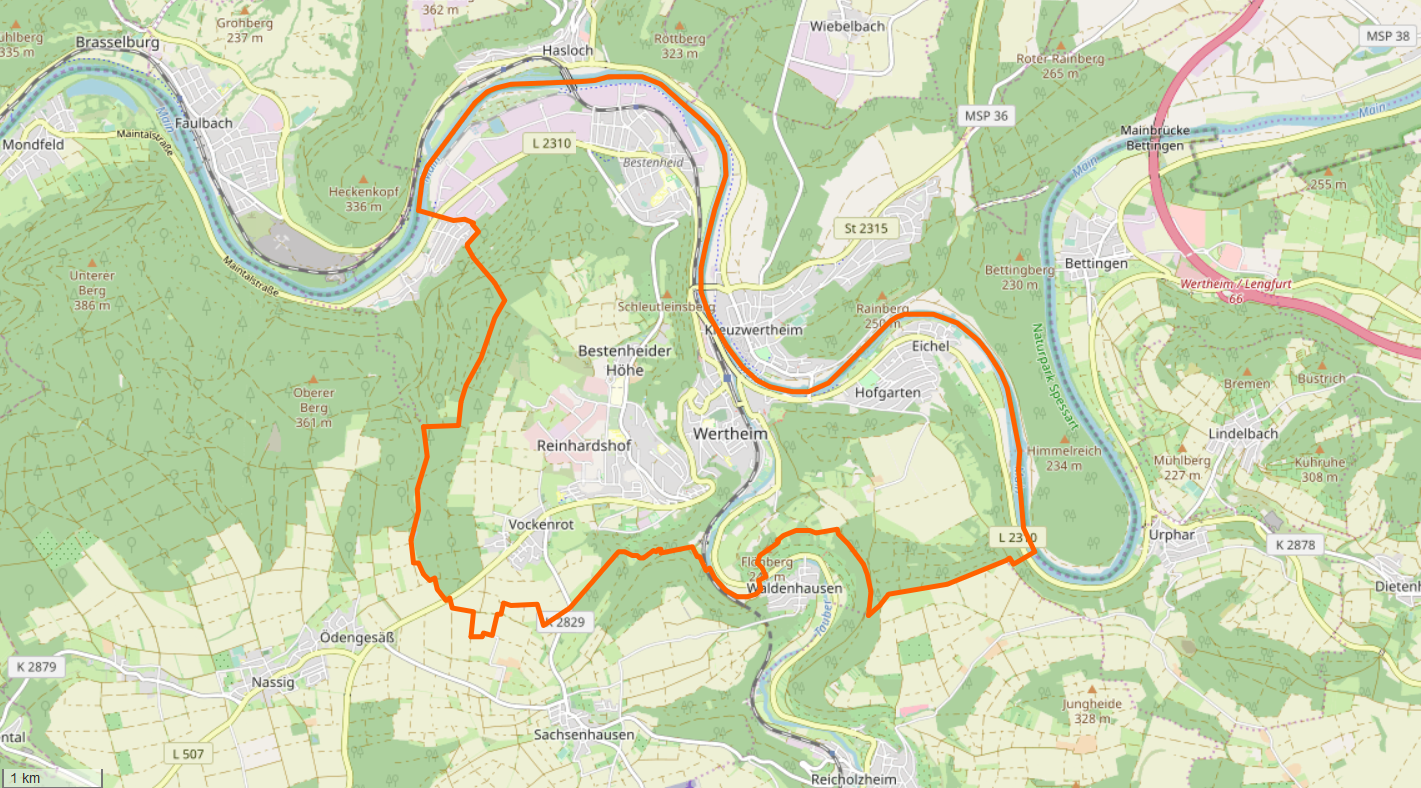
Die Gemarkung von Hasloch und die Stadtteilgrenze der Kernstadt Wertheim mit deren Stadtteil Bestenheid verlaufen etwa mittig der Brücke.

Das 244 Meter lange Bauwerk wurde 1911 errichtet. Das nördliche Widerlager befindet sich bei Streckenkilometer 28,806. Die Stahlbrücke folgt nach dem Bahnhof Wertheim und dem Haltepunkt Wertheim-Bestenheid in Richtung Hasloch und führt über den Main. Ein zusätzlicher, parallel zum Gleis verlaufender und schmaler Fußgängerüberweg verbindet beide Seiten des Flusses. Der südliche Brückenteil liegt auf der Gemarkung von Wertheim-Bestenheid (der Kernstadt Wertheim) und der nördliche Brückenteil auf der Gemarkung von Hasloch.
Während des Zweiten Weltkriegs wurde die Brücke zerstört und in der Nachkriegszeit wieder aufgebaut. Ab Mai 1945 bis zum Wiederaufbau der zerstörten Main- und Tauberbrücken unterhielt der Bahnhof Wertheim auch eine Fähre über den Main (als Schienenersatzverkehr) nach Kreuzwertheim.
Über dem Main besteht die Brücke aus drei langen Überbauten, die als Fachwerkkonstruktionen mit Strebenfachwerken mit Pfosten und untenliegendem Gleis ausgebildet sind. Der mittlere Überbau ist länger als die beiden anderen und hat gekrümmte Obergurte. Die Obergurte sind mit einem Windverband verbunden. Die kurzen Vorlandbrücken mit drei Feldern auf Haslocher Seite und einem auf Wertheimer Seite sind Balkenkonstruktionen mit oben liegender Fahrbahn.